# Michałowo
Michałowoⓘ (em bielorrusso: Міхалова, Michałowa) é um município no nordeste da Polônia. Pertence à voivodia da Podláquia, no condado de Białystok. É a sede da comuna urbano-rural de Michałowo, pela estrada provincial n.º 686.
Estende-se por uma área de 2,2 km², com 2 750 habitantes, segundo o censo de 31 de dezembro de 2024, com uma densidade populacional de 1 279 hab./km².
Entre 1975 e 1998, a cidade pertenceu administrativamente à voivodia de Białystok.
O rio Supraśl, um afluente do Narew flui pela cidade.

## História
Originalmente, as casas e propriedades de Niezbudka estavam localizadas nessa área, às vezes referida como Niezbudek.
O nome Michałowo deriva de Seweryn Michałowski, herdeiro do já mencionado proprietário e fundador de uma colônia fabril na margem direita do rio Supraśl em 1832. Em 1860, já havia quatro fábricas de tecidos aqui — a maior delas de Michałowski; além de Brauer, Konitz e Moritz. Seiscentos e cinquenta funcionários trabalhavam nessas fábricas. Os alemães predominavam na população, e os judeus também eram um grande grupo. As ruínas de seu cemitério na estrada para Białystok sobreviveram até os dias atuais. Em 1865, a área circundante tornou-se propriedade da família von Minkwitz depois que Michałowski foi exilado na Sibéria por auxiliar na Revolta de Janeiro.
Até a Primeira Guerra Mundial, ela era um importante centro da indústria têxtil. Em 1915, quando a linha de frente se aproximava da fronteira oriental da Polônia moderna, as autoridades czaristas ordenaram a evacuação das fábricas da vizinhança de Białystok. A maioria dos equipamentos da fábrica de Michałowo foi carregada em trens e levada para Moscou. Com o equipamento, muitos trabalhadores e suas famílias deixaram a área.
Em 1941, os alemães criaram um gueto para a população judaica em Michałowo. Ocupava a área das seguintes ruas: Sienkiewicza, Gródecka, Leśna e Fabryczna. Cerca de 1,5 mil judeus passaram pelo gueto. Ele foi liquidado em 2 de novembro de 1942 e seus habitantes foram deportados para um campo de trânsito em Białystok. De lá, os judeus de Michałowo foram levados e assassinados no campo de extermínio de Treblinka. Durante a ocupação alemã, Michałowo foi administrada pelo famoso chefe da crueldade, Paul Malzer, apelidado de 'Sanguinário'. Após a guerra, ele foi julgado e condenado à morte em Białystok.
Uma fazenda agrícola estatal operou em Michałowo.
Nos anos de 1948 a 1950, o pessoal do 17.º Batalhão de Proteção de Fronteiras estava estacionado aqui e, em 1951, o 224 Batalhão de Guarda de Fronteira.
A cidade recebeu os direitos de cidade em 1 de janeiro de 2009.

## Demografia
Conforme os dados do Escritório Central de Estatística da Polônia (GUS) de 31 de dezembro de 2024, Michałowo é uma cidade muito pequena com uma população de 2 750 habitantes (24.º lugar na voivodia da Podláquia e 760.º na Polônia), tem a menor área na voivodia, 2,2 km² (40.º lugar na voivodia da Podláquia e 993.º lugar na Polônia) e uma densidade populacional de 1 279 hab./km² (3.º lugar na voivodia da Podláquia e 194.º lugar na Polônia). Nos anos 2009–2024, o número de habitantes diminuiu 18,9%.
Os habitantes de Michałowo constituem cerca de 1,73% da população do condado de Białystok, constituindo 0,24% da população da voivodia da Podláquia.
| Descrição                         | Total      | Total   | Mulheres   | Mulheres | Homens     | Homens  |
| --------------------------------- | ---------- | ------- | ---------- | -------- | ---------- | ------- |
| unidade                           | habitantes | %       | habitantes | %        | habitantes | %       |
| população                         | 2 750      | 100     | 1 394      | 50,7     | 1 356      | 49,3    |
| superfície                        | 2,2 km²    | 2,2 km² | 2,2 km²    | 2,2 km²  | 2,2 km²    | 2,2 km² |
| densidade populacional (hab./km²) | 1 279      | 1 279   | 648,5      | 648,5    | 630,5      | 630,5   |

Segundo o censo de 1921, a cidade era habitada por 2 176 pessoas, incluindo 458 católicos romanos, 534 ortodoxos, 291 evangélicos, 887 judeus e 6 outros. Ao mesmo tempo, 873 habitantes declararam nacionalidade polonesa, 129 bielorrussa, 251 alemã, 782 judia e 141 outras. Havia 288 edifícios residenciais aqui.

## Educação
- Jardim da infância[17]
- Escola primária Władysław Syrokomla
- Complexo Escolar em Michałowo, desde 1947 e consiste em:[18]
  - Escola secundária técnica (técnico em mecânica e técnico em economia);
  - Escola pós-secundária (técnico em informática);
  - Escola secundária;
  - II Escola secundária para adultos;
  - Escola secundária complementar para adultos;
  - Escola secundária técnica complementar para adultos.

## Monumentos históricos
- Disposição urbanística
- Cemitérios antigos

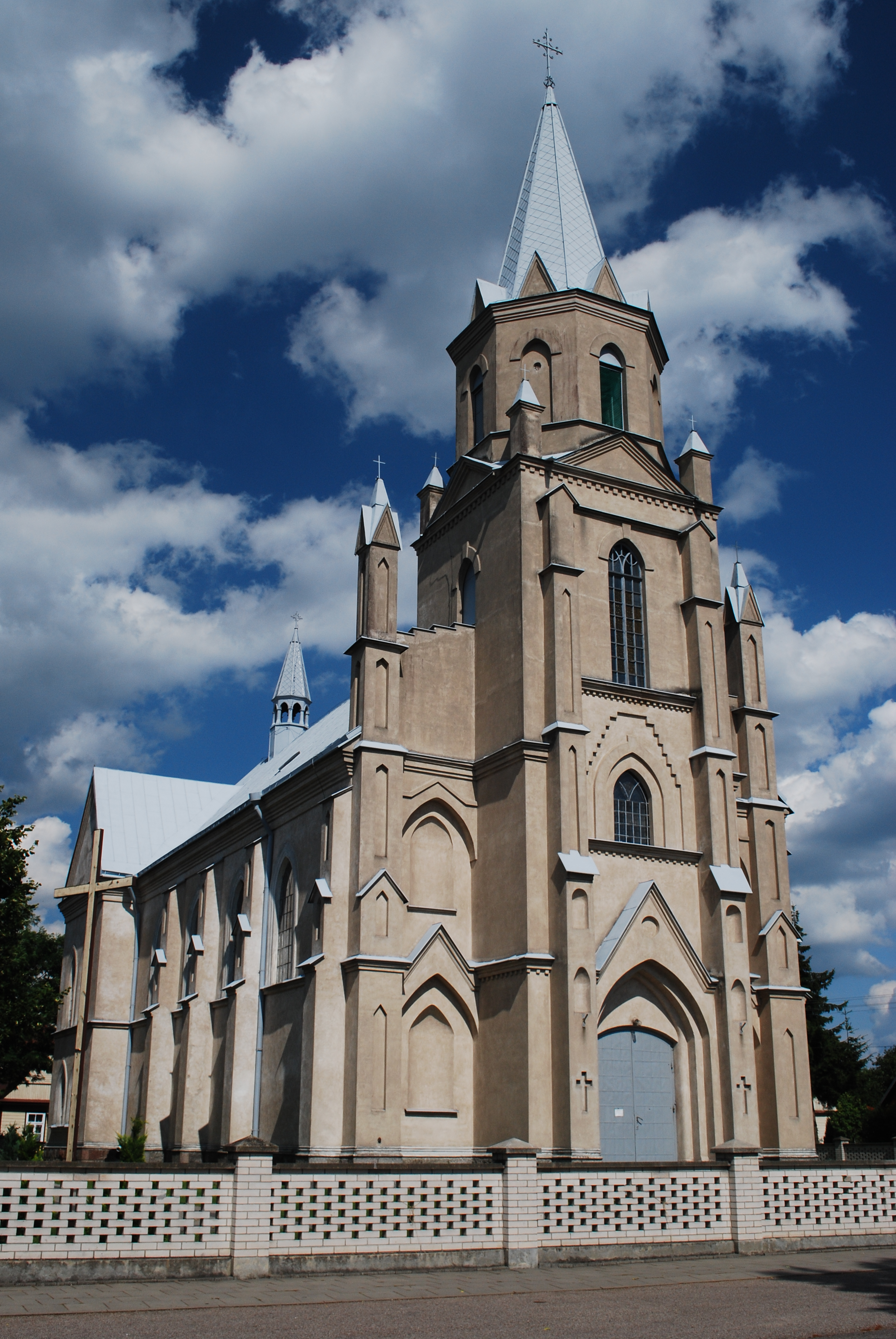
Igreja da Divina Providência

- Igreja paroquial da Divina Providência
- Cemitério da igreja
- Igreja ortodoxa de madeira de São Nicolau

## Templos
- Igreja paroquial da Divina Providência[19] (1909)
- Igreja ortodoxa paroquial de São Nicolau[20] (1908)

Inexistente
- Sinagoga
- Igreja protestante

## Comunidades religiosas
- Igreja católica:
  - Paróquia da Divina Providência (igreja da Divina Providência)[21]
- Igreja Batista Cristã na Polônia:
  - Posto avançado em Michałowo[22]
- Igreja Ortodoxa Polonesa:
  - Paróquia de São Nicolau (igreja de São Nicolau)[23]
- Testemunhas de Jeová:
  - Salão do Reino

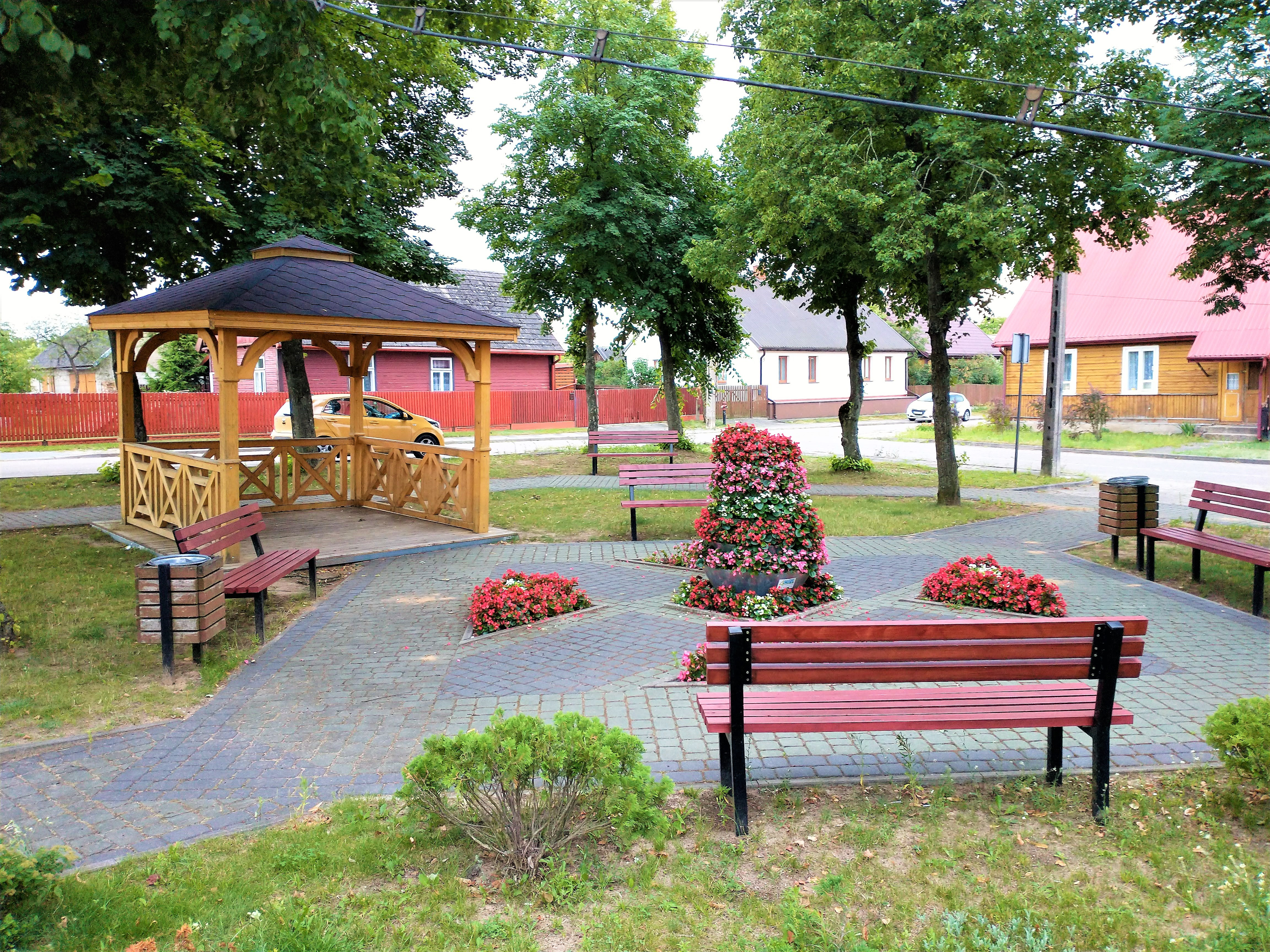
Praça no centro da cidade
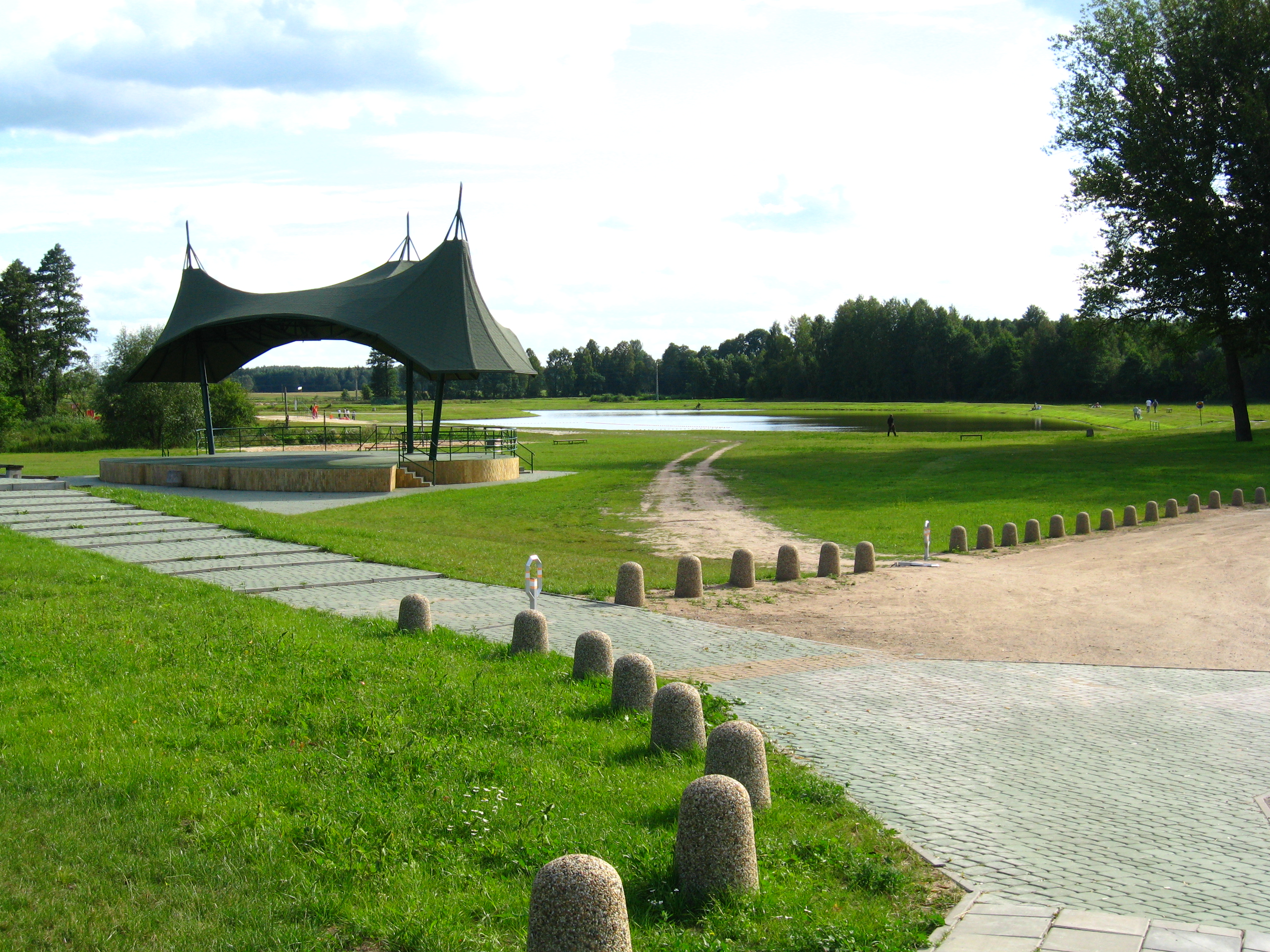
Cena de verão
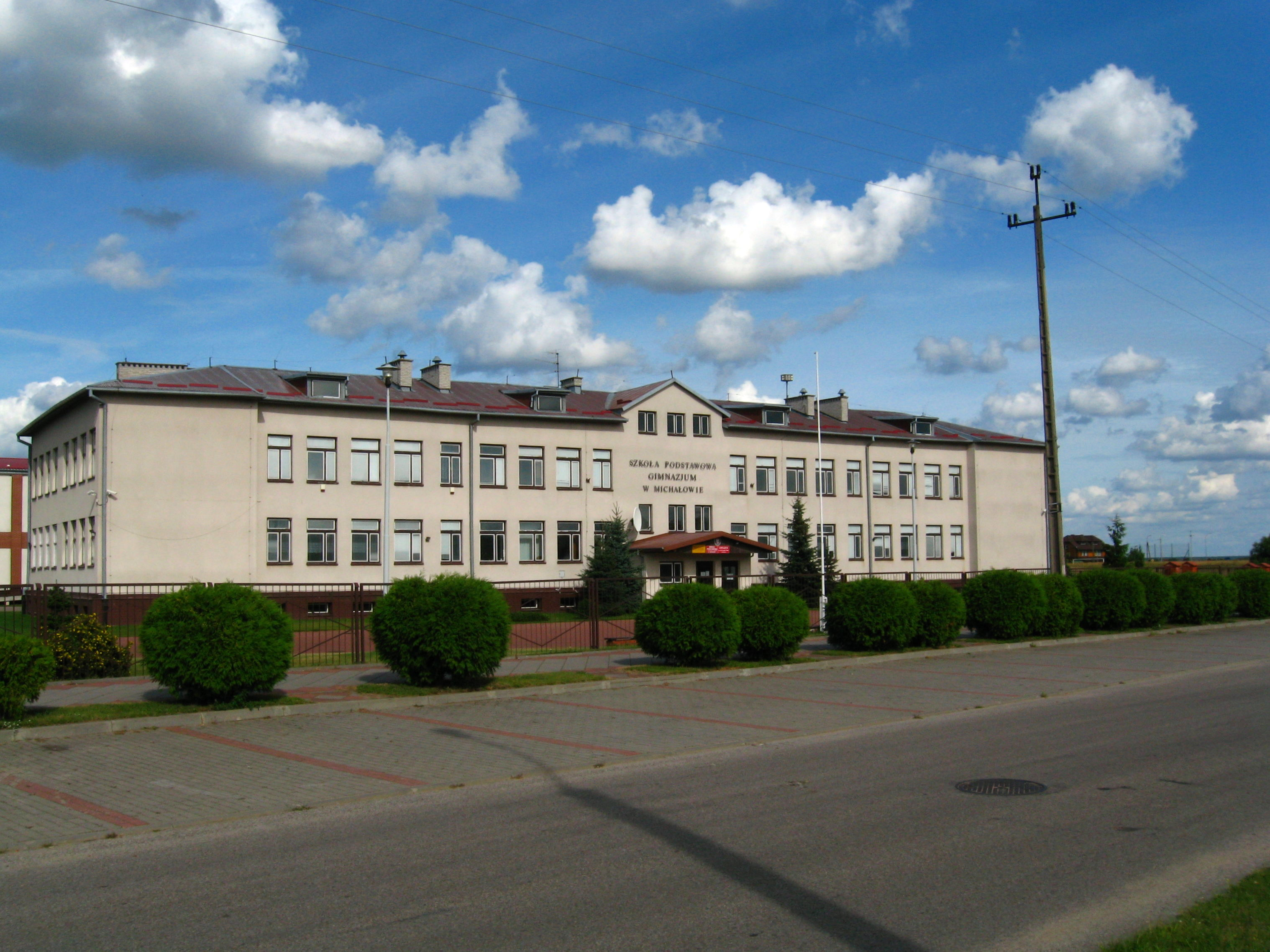
Escola de ensino fundamental
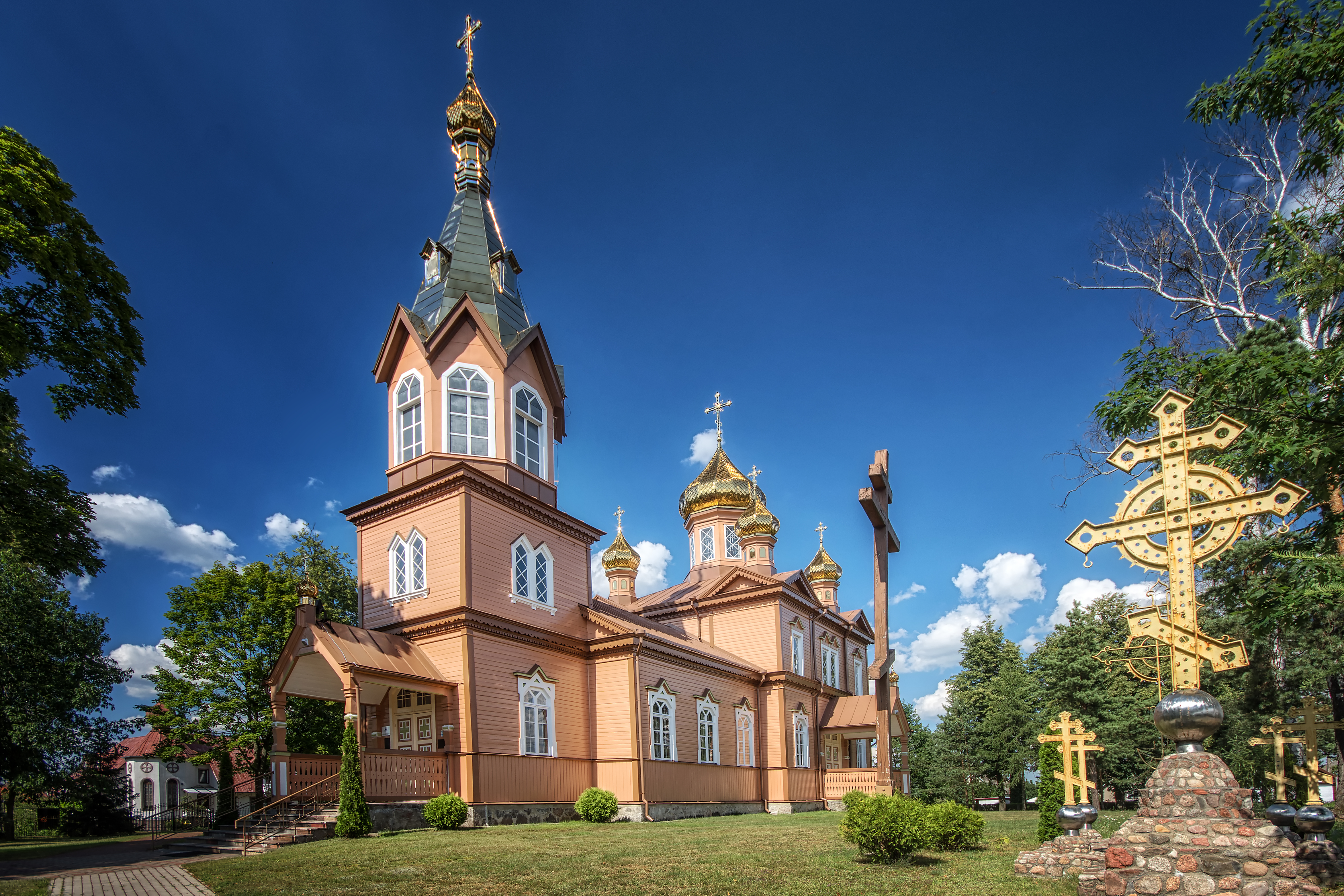
Igreja ortodoxa de São Nicolau
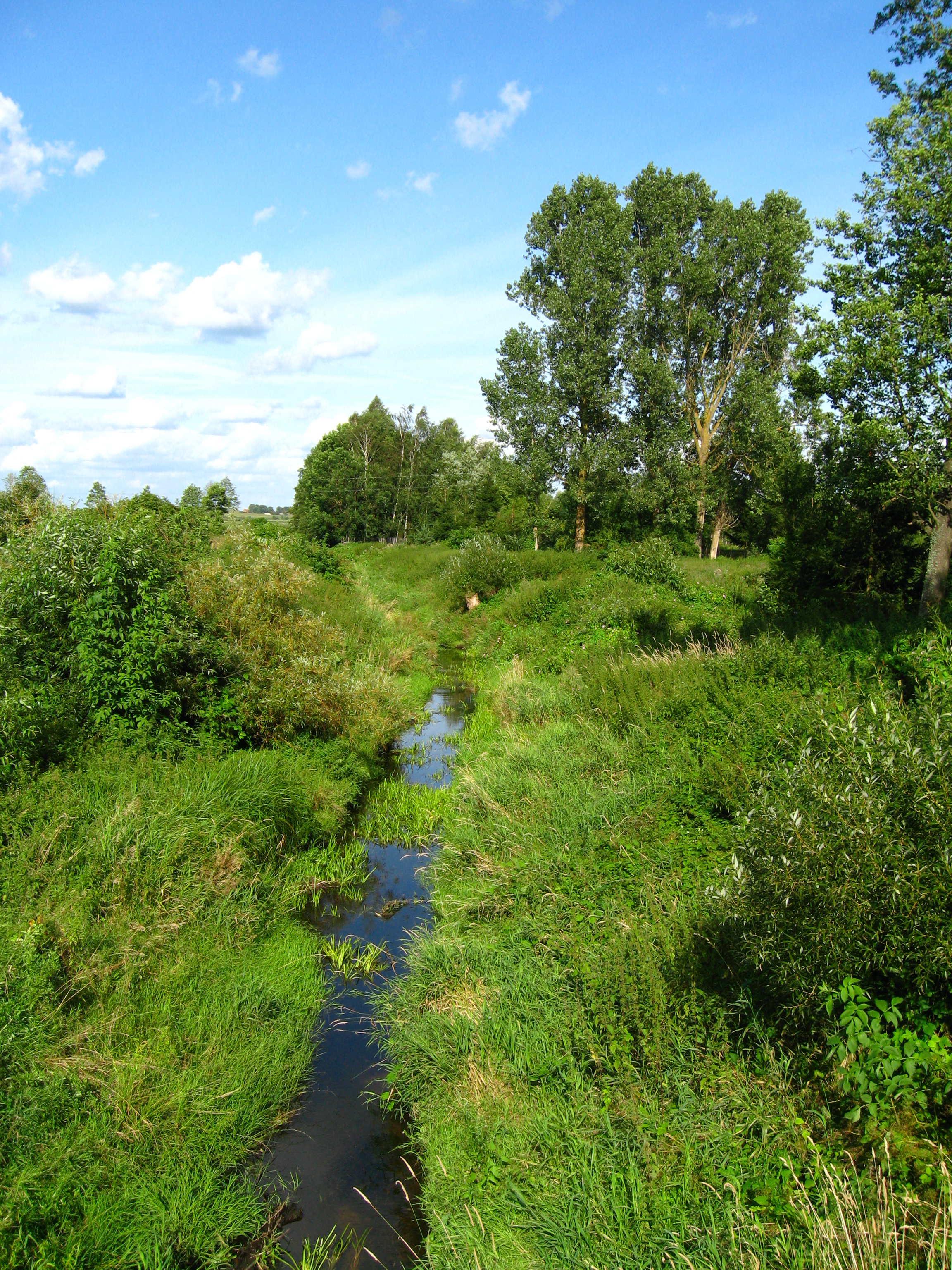
Rio Supraśl em Michałowo